# Nicolas Lopez
Nicolas Lopez, född den 14 november 1980 i Tarbes, Frankrike, är en fransk fäktare som bland annat tog OS-guld i herrarnas lagtävling i sabel i samband med de olympiska fäktningstävlingarna 2008 i Peking.